# Dix, New York
Dix är en kommun (town) i Schuyler County i delstaten New York. Vid 2020 års folkräkning hade Dix 3 756 invånare.